# ميلتون إي. هاريس
ميلتون إي. هاريس (بالإنجليزية: Milton E. Harris)‏ هو شخصية أعمال أمريكي، ولد في 26 يوليو 1927 في ديترويت في الولايات المتحدة، وتوفي في 26 مايو 2005 في تورونتو في كندا بسبب سرطان.